# 台灣革命黨

臺灣革命黨成立於1985年1月1日，由洪哲勝和許信良等人與留學美國的臺灣留學生組織成立，洪哲勝任總書記，許信良擔任第一副總書記。第二副書記為林哲台、陳昭南、蕭廣志等。
臺灣革命黨的宗旨為「推動台灣人民獨立建國」，並且表示「臺灣革命是一場民族解放運動」，要以革命方式推翻中華民國法統，希望組游擊隊來推翻中國國民黨政權；同時台灣革命黨也注重工人運動和其他社會運動，並要求對族群問題的解決提出合理的辦法，並且認為「中華人民共和國等同於列強」、為一壓迫者。
1986年5月，許信良退出臺灣革命黨，並且表示「如果國民黨有誠意推動民主，將不考慮以革命方式推翻國民黨政權」；1987年3月23日，洪哲勝宣佈解散臺灣革命黨，改以民主自決為臺灣獨立的訴求方向。